# Buda (Teksas)
Buda je grad u američkoj saveznoj državi Teksas. Prema popisu stanovništva iz 2010. u njemu je živjelo 7.295 stanovnika.